# Alta Floresta Associação Atlética
Alta Floresta Associação Atlética é um clube brasileiro de futebol da cidade de Alta Floresta, no estado de Mato Grosso.

## Títulos

### Estaduais
- Campeonato Mato-Grossense da Segunda Divisão: 1991.